# ピーター・ハミル
ピーター・ハミル（英語: Peter Hammill、1948年11月5日 - ）は、イギリスのシンガーソングライター、詩人、ギタリスト、ピアノ奏者、キーボード奏者、マルチ·インストゥルメンタリスト。
プログレッシブ・ロック・バンド、ヴァン・ダー・グラフ・ジェネレーターの創設者としても知られる。

## 来歴について
- 1967年：クリス・ジャッジ・スミスとヴァン・ダー・グラフ・ジェネレーター（以下、VDGG）を結成。
- 1969年：VDGG解散。レコード会社の要請により、VDGGのメンバーを集めてソロ・アルバム制作、後にVDGG名義の『エアゾール・グレイ・マシーン』となる。VDGG再結成。
- 1971年：ファースト・ソロ・アルバム『フールズ・メイト』録音。VDGG以前に作曲されていたが、VDGGにふさわしくないとされていた曲を中心に構成されており、VDGGのアウトテイク的性格が強い。
- 1972年：VDGG解散。バンド解散中に『カメレオン・イン・ザ・シャドウ・オブ・ザ・ナイト』『ザ・サイレント・コーナー・アンド・ジ・エンプティ・ステージ』『イン・カメラ』を録音。
- 1974年：『ネイディアーズ・ビッグ・チャンス』録音。これがきっかけでVDGG再結成。
- 1978年：VDGG解散。これ以降ソロ活動が中心となる。サウンドも打ち込み、多重録音が多くなる。
- 1981年：『シッティング・ターゲッツ』録音。ツアーのためにKグループを結成。同編成で『Enter K』『Patience』、ライブ『ザ・マージン／ライヴ』を録音。
- 1986年：『スキン』録音。再び打ち込み、多重録音が多くなる（ただし、途中キーボード弾き語り作品『アンド・クローズ・アズ・ディス』がある）。
- 1991年：エドガー・アラン・ポーの小説『アッシャー家の崩壊』を基にしたロック・オペラ『The Fall Of The House Of Usher』を、台本：クリス・ジャッジ・スミス、作曲：ハミルで制作。
- 1993年：久しぶりにバンド編成（ハミル、ジョン・エリス（ギター）、ニック・ポッター（ベース）、マニー・エライアス（ドラム）、デヴィッド・ジャクソン（サックス、フルート））で『The Noise』を録音。ツアーのために同編成からエリスとジャクソンが抜け、スチュアート・ゴードン（ヴァイオリン、ギター）が加わった状態でザ・ノイズ・バンドを結成。ライブ『There Goes The Daylight』を録音。
- 1994年：『Roaring Forties』録音。演奏はザ・ノイズ・バンドだが、ジャクソン参加、ポッター不在の曲もある。ツアーのためにphカルテット（phQ）を結成。
- 1996年：『クロス・マイ・ハート』録音。演奏はphカルテット。
- 1997年：『Everyone You Hold』録音。これ以降断片的にエライアス、ジャクソン、ゴードンがゲスト参加する以外は全てハミルが楽器を演奏している。

　　 ガイ・エヴァンス&ピーター・ハミルでライブ。ここではVDGGとしても演奏している。
- 2003年：この年の暮れ、心臓発作で倒れるが大事には至らず。
- 2004年：ハミルのソロ・ライヴに全盛期のVDGGのメンバーが参加し[1]、同年にVDGGとしての再結成アルバム『Present』（発表は2005年）を録音[2]。
- 2006年：『シンギュラリティ』録音。全ての楽器をハミルが演奏している。
- 2009年：『Thin Air』録音。
- 2012年：『Consequences』録音。

## ソロ活動中のバンドについて
ハミルはVDGG以外にもツアーのために幾つかバンドを結成している。
Kグループ（K Group）（1981年〜1984年）
- K / ピーター・ハミル（Peter Hammill） - ボーカル、ギター、ピアノ
- Fury / ジョン・エリス（John Ellis） - ギター
- Mozart / ニック・ポッター（Nic Potter） - ベース
- Brain / ガイ・エヴァンス（Guy Evans） - ドラム

この編成で『Enter K』『Patience』、ライブ『ザ・マージン／ライヴ』を録音している。
ザ・ノイズ・バンド（The Noise Band）（1993年）
- ピーター・ハミル（Peter Hammill） - ボーカル、ギター
- Hooly / スチュアート・ゴードン（Stuart Gorrdon） - ヴァイオリン、ギター
- Mozart / ニック・ポッター（Nic Potter） - ベース
- Max / マニー・エライアス（Manny Elias） - ドラム

この編成でライブ『There Goes The Daylight』『Roaring Forties』を録音している。
phカルテット（phQ）（1994年）
- ピーター・ハミル（Peter Hammill） - ボーカル、ギター
- Jaxon / デヴィッド・ジャクソン（David Jackson） - サックス、フルート
- Hooly / スチュアート・ゴードン（Stuart Gorrdon） - ヴァイオリン
- Max / マニー・エライアス（Manny Elias） - ドラム

この編成でのツアーはベース不在。
この編成で『Roaring Forties』（ハミルがキーボードも演奏）、『クロス・マイ・ハート』（ハミルがベース、キーボードも演奏）を録音している。
この3人は『Everyone You Hold』以降のほとんどのアルバムに断片的に参加している（ただし、一緒にではない）。

## ディスコグラフィについて

### ソロ

#### スタジオ・アルバム
- 『フールズ・メイト』 - Fool's Mate (1971年)
- 『カメレオン・イン・ザ・シャドウ・オブ・ザ・ナイト』 - Chameleon In The Shadow Of The Night (1973年)
- 『ザ・サイレント・コーナー・アンド・ジ・エンプティ・ステージ』 - The Silent Corner And The Empty Stage (1974年)
- 『イン・カメラ』 - In Camera (1974年)
- 『ネイディアーズ・ビッグ・チャンス』 - Nadir's Big Chance (1975年)
- 『オーヴァー』 - Over (1977年)
- 『ザ・フューチャー・ナウ』 - The Future Now (1978年)
- 『pH7』 - pH7 (1979年)
- 『ア・ブラック・ボックス』 - A Black Box (1980年)
- 『シッティング・ターゲッツ』 - Sitting Targets (1981年)
- Enter K (1982年)
- Patience (1983年)
- Loops And Reels (1983年) ※3曲以外インストゥルメンタル
- 『スキン』 - Skin (1986年)
- 『アンド・クローズ・アズ・ディス』 - And Close As This (1986年)
- 『イン・ア・フォーリン・タウン』 - In A Foreign Town (1988年)
- 『夢見』 - Out Of Water (1990年)
- The Fall Of The House Of Usher (1991年) ※1999年にバッキングトラック、自身のボーカルを差し替えて再発
- Fireships (1992年)
- The Noise (1993年)
- Roaring Forties (1994年)
- Sonix (1996年) ※1曲以外インストゥルメンタル
- 『クロス・マイ・ハート』 - X My Heart (1996年)
- Everyone You Hold (1997年)
- This (1998年)
- None Of The Above (2000年)
- Unsung (2001年) ※Hammill/Sonix名義。インストゥルメンタル
- 『ホワット、ナウ?』 - What, Now? (2001年)
- Clutch (2002年)
- Incoherence (2004年)
- 『シンギュラリティ』 - Singularity (2006年)
- Thin Air (2009年)
- Consequences (2012年)
- 『OTHER WORLD』 - Other World (2014年) ※with Gary Lucas
- ...All That Might Have Been... (2014年)
- From the Trees (2017年)
- In Translation (2021年)

#### ライブ・アルバム
- 『ザ・マージン／ライヴ』 - The Margin (1985年) ※『The Margin +』として2002年にテイク増量で再発

Kグループとして
- Room Temperature (1990年)

ニック・ポーター（b）、スチュアート・ゴードン（vln）がサポート
- There Goes The Daylight (1993年)

ザ・ノイズ・バンドとして
- The Peel Sessions (1995年) ※1974年、1977年、1979年、1988年録音

1977年テイクにはグレアム・スミス（vln）がサポート
- Typical (1999年) ※1992年録音
- Veracious (2006年) ※1999年、2001年、2004年録音

スチュアート・ゴードン（vln）がサポート
- Pno Gtr Vox (2011年)
- Pno, Gtr, Vox BOX (2012年)

#### コンピレーション・アルバム
- 『ザ・ラヴ・ソングス』 - The Love Songs (1984年)※原曲にオーバーダビング、再録音等をしている
- The Storm (Before The Calm) (1993年)
- The Calm (After The Storm) (1993年)
- Offensichtlich Goldfisch (1993年) ※原曲にドイツ語ボーカルを差し替えている
- After The Show (1996年)
- The Thin Man Sings Ballads (2002年)

#### シングル
- "Red Shift Part 1" / "Red Shift Part 2" (1973年)
- "Birthday Special" / "Shingle Song" (1975年) ※Rikki Nadir名義
- "Crying Wolf" / "This Side Of The Looking Glass" (1977年)
- "If I Could" / "The Future Now" (1978年)
- "The Polaroid" / "The Old School Tie" (1979年) ※A面：Rikki Nadir名義
- "My Experience" / "Glue" (1981年)
- "Paradox Drive" / "Now More Than Ever" (1982年)
- "Film Noir" / "Seven Wonders" (1983年)
- "Just Good Friends" / "JGF Instrumental" (1985年)
- "Painting By Numbers" / "You Hit Me Where I Live" (1986年)

### バンド・グループ
ヴァン・ダー・グラフ・ジェネレーター
ガイ・エヴァンス & ピーター・ハミル
- Spur Of The Moment (1988年) ※インストゥルメンタル
- The Union Chapel Concert (1997年) ※VDGG名義での「Lemmings」を収録している。

ロジャー・イーノ & ピーター・ハミル
- The Appointed Hour (1999年) ※ロジャー・イーノと共作。インストゥルメンタル

### 主なセッション参加作品
- コリン・スコット : 『コリン・スコット』 - Colin Scot (1971年) ※バッキング・ボーカル
- レ・オルメ : 『フェローナとソローナの伝説』 - Felona E Sorona (1973年) ※英語詞
- ロバート・フリップ : 『エクスポージャー』 - Exposure (1979年) ※ボーカル
- ピーター・ガブリエル : 『ピーター・ガブリエル IV』 - Peter Gabriel IV (1982年) ※バッキング・ボーカル
- ミゲル・ボセ : Bandido (1984年) ※作詞
- アリーチェ : 『雨の中の太陽』 - Il Sole Nella Pioggia (1989年) ※共作、ボーカル
- ニック・ポッター : The Blue Zone (1990年) ※ギター
- クリス・ジャッジ・スミス : Democrazy (1991年) ※1967年〜1977年録音。ギター、ベース、ハーモニウム、バッキング・ボーカル
- ピーター・ガブリエル : 『US』 - Us (1992年) ※バッキング・ボーカル
- ストラングラーズ : 『ストラングラーズ&フレンズ』 - The Stranglers And Friends: Live In Concert (1995年) ※1980年録音。ボーカル
- AYUO : 『ユーラシアン・ジャーニー』 - Songs From A Eurasian Journey (1997年) ※ボーカル
- Saro Cosentino : Ones And Zeros (1997年) ※共作、ボーカル
- デヴィッド・クロス : 『エグザイルズ』 - Exiles (1997年) ※ボーカル
- Huschke : Alien Diary (1998年) ※共作、ボーカル
- ジャッジ・スミス : Curly's Airships (2000年) ※ボーカル

ハミル、ヒュー・バントン、デヴィッド・ジャクソン、ジョン・エリス、アーサー・ブラウン等参加。
- AYUO : 『Earth Guitar - 千の春の物語』 - Earth Guitar - 1000 Springs And Other Stories (2002年) ※ナレーション
- PFM : 『ライヴ・イン・ジャパン 2002』 - Live In Japan 2002 (2002年) ※ボーナス曲でボーカル